# Anton Capital Entertainment
Anton Capital Entertainment és una societat d'inversió de mitjans de comunicació amb seu a Luxemburg. Va cofinançar les pel·lícules de la companyia de producció i distribució cinematogràfica europea StudioCanal de 2011. Des de llavors, l'empresa ha invertit en produccions de StudioCanal com Inside Llewyn Davis (2013), Non-Stop (2014), Paddington (2014) i Legend (2015).